# Abonyi József
Abonyi József, 1882-ig Pfeffer Simon József (Sárközújlak, 1858. március 19. – Budapest, 1914. augusztus 19.) magyar fogorvos.

## Élete
Pfeffer Mór kereskedő és Kapli Hanni gyermekeként született zsidó családban. A Budapesti Tudományegyetemen végzett 1882-ben, majd a fővárosban működött mint fogorvos. Iszlai József első munkatársainak egyike volt, az előadásainak megtartásában segített és vezette ambulanciáját is. Előbb a Magyar Fogtani Társulat alelnöke, majd elnöke lett. Erőfeszítesei ellenére nem tudott egyetemi magántanári címet szerezni. Értekezései hazai és németországi orvosi szaklapokban jelentek meg. Egy ideig szerkesztője volt az Odootoskop című folyóiratnak. Rendkívül termékeny szakíró, volt első összefoglaló műve 1888-ban látott napvilágot A fogászat és műtéteinek rövid kézikönyve címmel. Ez a könyv az első olyan magyar nyelvű orvosi munka, amely a fogászat teljes anyagát felöleli.

## Családja
Első felesége Mangold Flóra (1864–1919) volt, Mangold Henrik fürdőorvos lánya, akit 1885. február 15-én Budapesten vett nőül, majd később elvált tőle. Második házastársa Zaitschek Celestine (1874–1900) volt, akivel 1895. június 23-án kötött házasságot.
Gyermeke
- Abonyi István (1886–1942) sakkmester, szakíró.

## Művei
Önállóan megjelent munkái:
- A fogászat és műtéteinek rövid kézikönyve (1888)
- Compendium der Zahnheilkunde (Wien, 1889)
- Az altatószerekről, különös tekintettel a bromaethylre (1892)
- A fogászat Hippokrates korában (1899)
- A kaucsuk és annak alkalmazása az orvosi gyakorlatban (1899)
- A fogászat haladása 1899-ben (1900)